# 垂井町文化会館
垂井町文化会館（たるいちょうぶんかかいかん）は、岐阜県不破郡垂井町にある垂井町が管理運営する文化普及支援施設である。
芸術文化全体における普及や活動を「大ホール」、「展示室」を中心に支援する。

## 施設概要

### 1階
- 大ホール - 703席（固定席685席、移動席18席、車椅子席4席）のワンスロープ方式のホール。
- 小ホール - 客席242席（移動席）のホール。
- 楽屋1〜4
- 会議室1・2
- 楽屋事務所
- シャワー室
- 喫茶店

### 2階
- 練習室1〜4
- 展示ロビー

## 概要
- 休館日：火曜日（その日が祝日などの場合はその翌日）、祝日の翌日（その日が火曜日の場合はその翌日）、年末年始（12月29日〜1月3日）、その他臨時休館日。
- 開館時間：9:00〜21:00

## アクセス
- 東海道本線 垂井駅下車。徒歩10分。
- 垂井町巡回バス 文化会館下車すぐ。
- 名神高速道路関ヶ原ICより10分。
- 東海環状自動車道大垣西ICより10分。

## 周辺
- 国道21号
- 相川
- タルイピアセンター